# Mateusz Gajdulewicz
Mateusz Gajdulewicz (Varsavia, 22 dicembre 2003) è un ciclista su strada polacco, che corre per il team Mazowsze Serce Polski.

## Palmarès

### Strada
- 2021 (Juniores)

Campionati polacchi, Prova a cronometro Junior

#### Altri successi
- 2024 (Vendée U Pays de la Loire)

Chrono 47 (cronosquadre)

## Piazzamenti

### Competizioni mondiali
- Campionati del mondo

Fiandre 2021 - Cronometro Junior: 38º
Wollongong 2022 - Cronometro Under-23: 27º
Wollongong 2022 - Staffetta: 9º
Wollongong 2022 - In linea Under-23: ritirato
Glasgow 2023 - Cronometro Under-23: 29º
Glasgow 2023 - Staffetta: 10º
Zurigo 2024 - In linea Under-23: 51°
Zurigo 2024 - Cronometro Under-23: 26°

### Competizioni europee
- Campionati europei

Plouay 2020 - Cronometro Junior: 18º
Plouay 2020 - In linea Junior: non partito
Trento 2021 - Cronometro Junior: 9º
Trento 2021 - In linea Junior: ritirato
Anadia 2022 - Cronometro Under-23: 23º
Anadia 2022 - Staffetta Under-23: 4º
Anadia 2022 - In linea Under-23: ritirato
Drenthe 2023 - Cronometro Under-23: 14º
Drenthe 2023 - In linea Under-23: 115º
Limburgo 2024 - Cronometro Under-23: 10º
Limburgo 2024 - In linea Under-23: 100º